# Willie Hoel

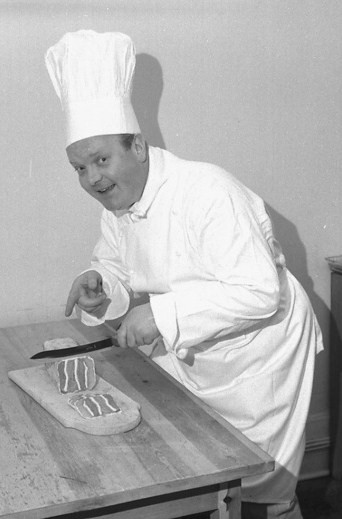
Willie Hoel, 1960

Willie Hoel (* 16. Juni 1920 in Oslo; † 15. Juni 1986 ebenda) war ein norwegischer Schauspieler.

## Werdegang
Hoel debütierte 1948 am Trøndelag Teater in Trondheim als Georg in dem Stück Die schmutzigen Hände (Smutsiga händer) von Jean-Paul Sartres. Von 1951 bis 1952 war er am Osloer Riksteatret angestellt und ging anschließend von 1952 bis 1956 sowie von 1956 bis 1958 an das Folketeatret. In der Zeit von 1958 bis 1959 war am Edderkoppen teater und ab 1959 trat er regelmäßig am Oslo Nye Teater auf. Seinen bekanntesten Auftritte im Theater hatte er mit der Titelrolle von Ludvig Holbergs Komödie in Jeppe vom Berge (Jeppe på Bjerget) und in dem Stück Pygmalion von George Bernard Shaws als Alfred Doolittle sowie in den Drama „Die Niederlage“ (Nederlaget) von Nordahl Griegs, wo er den Courbet spielte. Hoel war ein Charakterschauspieler besonders in klassischen und modernen Komödien, was auch sein spezielles Metier war.
Des Weiteren war er an vielen weiteren norwegischen Film- und Fernsehproduktionen beteiligt. Er spielte in mehr als 40 Filmen, vor allem bei Komödien mit, wie 1959 in Fjols til Fjells und 1957 in Stov auf Hjernen. Weitere wichtige Rollen hatte er in dem Film Jul i Skomakergata mit seinen Auftritt als Bäckermeister und in Stompa & Co als Brandmeister Mathiesen. In den norwegischen Fassungen der Olsenbande-Filmreihe, spielte er in zwei Filmen den Wirt Christian Hansen des Cafe Lefsa und später in weiteren Filmen dieser Reihe auch noch andere Rollen. Bevor er starb, hatte er noch 1983 in der Fernsehserie For Tors skyld seinen allerletzten Auftritt.

## Filmografie (Auswahl)
- 1932: Deception
- 1944: Brudekronen als Tallak
- 1952: Det kunne ha vært deg
- 1955: Trost i taklampa
- 1955: Hjem går vi ikke
- 1956: Ektemann alene als Stoffer
- 1956: Gylne ungdom
- 1956: Kvinnens plass als Teodor
- 1957: Fjols til fjells als Doktor Grå
- 1957: Smuglere i smoking als Polizeibeamter
- 1957: Peter van Heeren
- 1958: Bustenskjold als Ekspeditøren
- 1959: Støv på hjernen
- 1959: Den stora skattjakten
- 1959: Ugler i mosen als Magelsen junior
- 1959: Støv på hjernen
- 1960: Millionær for en aften als Phønix-Theaterdirektor
- 1961: Sønner av Norge als Anton Andersen
- 1962: Sønner av Norge kjøper bil als Anton Andersen
- 1962: Stompa & Co als Brandmeister Mathiesen
- 1963: Elskere als Doktor
- 1964: Nydelige nelliker als Oberst Ruud
- 1964: Pappa tar gull als Sølibat
- 1964: Marenco als Tjukken
- 1964: Alle tiders kupp als Wachtmeister Granlund
- 1965: To på topp als Koch
- 1965: Hjelp, vi får leilighet als Anton
- 1967: Musikanter als Flyttemann
- 1968: Smuglere als Brandmeister
- 1969: Olsen-Banden als Cafè-Wirt Hansen
- 1970: Olsenbanden og Dynamitt-Harry als Cafè-Wirt Hansen
- 1971: Full utrykning als Dirigent
- 1972: Ture Sventon - Privatdetektiv als Slarvige Svante
- 1972: Lukket avdeling als En pasientvenn
- 1973: To fluer i ett smekk als Johansen
- 1974: Knutsen & Ludvigsen als Lokomotivführer
- 1974: Bør Børson Jr. als Patient der Helse-Klinik
- 1974: Hur man blir miljonär
- 1974: Knutsen & Ludvigsen
- 1975: Tut og kjør
- 1975: Glade vrinsk
- 1976: Reisen til julestjernen als Vismann
- 1976: Bør Børson II als Elias Manen
- 1976: Olsenbanden for full musikk als Brandschutzwachmann
- 1977: Olsenbanden & Dynamitt-Harry på sporet als Brodersen
- 1979: Olsenbanden og Dynamitt-Harry mot nye høyder als Mann mit Weste
- 1979: Jul i Skomakergata als Bäckermeister
- 1983: For Tors skyld als Dirigent

## Familie
Hoels Vater war der Vorstandsvorsitzende Karl Thorkildsen und dessen geschiedene Frau, Karen Marie Hoel, seine Mutter. Seit 1954 war er mit der Tänzerin und Schauspielerin Aase Borlaug (* 1929) verheiratet.